# جاك هاردي (لاعب كرة قاعدة)
جاك هاردي (بالإنجليزية: Jack Hardy)‏ هو لاعب كرة قاعدة أمريكي، ولد في 8 أكتوبر 1959 في سانت بيترسبرغ في الولايات المتحدة.

## وصلات خارجية
- جاك هاردي على موقعبيزبول رفرنس.كوم (الدوري الرئيسي) (الإنجليزية)
- جاك هاردي على موقعبيزبول رفرنس.كوم (الدوري الثانوي) (الإنجليزية)